# ウツセミガイ
ウツセミガイ（空蝉貝、学名: Akera soluta）はウツセミガイ科に分類される巻貝の一種。体長は数cmで前後に長く、樽型の薄い殻を持つ。日本の房総半島以南の浅海に生息し、アオサなどの海藻を食べる。古い和名としてミナワガイ（水泡貝）の名もあるが、20世紀中期以降は実際に使用されることはなく、別名として付記される慣習が残るのみ。日本産のものは螺塔が低いなどの特徴があるとして A. soluta とは別種であるとする見解もあるが一般的ではない。

## 分布
- インド太平洋
  - 太平洋：日本（房総半島／九州西岸以南：瀬戸内海には偶産）からオーストラリアまで[3][4]。
  - インド洋：タンザニア、マダガスカル、南アフリカまで[5]。

## 形態

### 殻

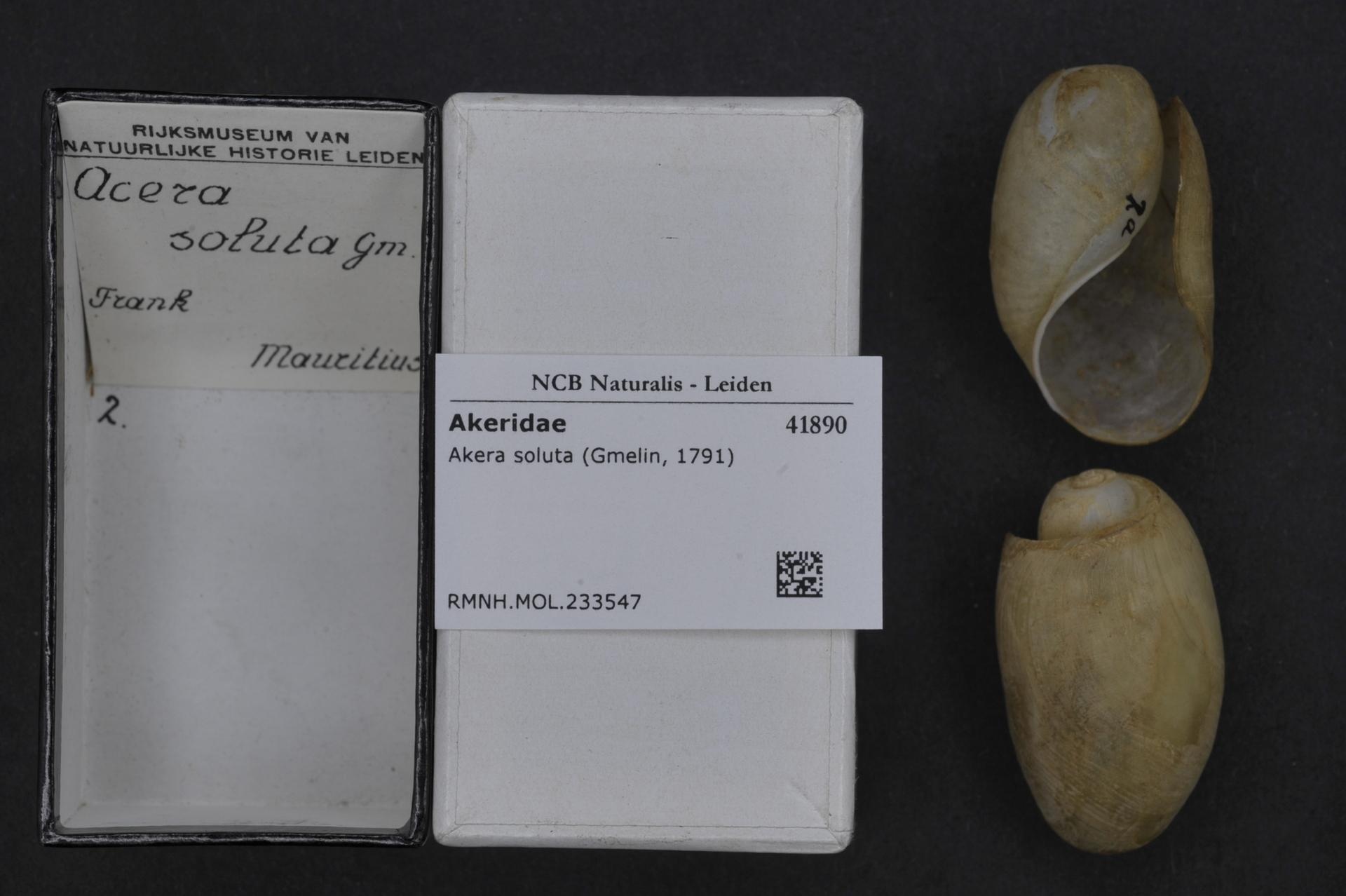
ウツセミガイの殻（モーリシャス産）

殻の全形は樽型もしくは太短い円筒形で、最大で殻高40mm前後になるが、普通は25-30㎜程度。極めて薄質で軽く、体の後端にあって殻頂を後方に向けて内臓塊を包んでいる。螺塔はほとんど高まらず、側面からはわずかに見える程度。ただし和歌山県産のものでは殻高28mm以上になると殻口外唇の接着部が下がるため螺塔が相対的に高く見えるようになるとの報告がある。
原殻は左巻き、外唇側が殻頂に半ば埋もれ、露出部の直径は約0.2mmほど。後殻（後成層）は右巻きで、螺層は4層前後。螺層上面は、外唇の成長痕である明瞭なキールによって内外に二分されており、内方には絞ったような斜めの襞が並ぶ。
殻口は上方がやや狭く、下方は多少四角張るように広く開口する。殻口上部は縫合沿いに1/3周ほど切れ込んでおり、これはウツセミガイ科およびウツセミガイ属の顕著な特徴の一つとなっている。外唇縁は薄く鋭く、側面から見ると中央がやや丸味を帯びて張り出し、内唇は薄い滑層に覆われる。軸唇は白い肥厚によって狭く縁取られ、殻口を下方から覗くと、軸唇が螺旋を描きながら殻頂方向に旋昇しているのが見える。臍孔はない。体層側面は弱く縊れる。
殻色は黄白色で淡黄色の薄い殻皮を被る。表面には酸化物が沈着して赤褐色がかることがあり、ときに2本の不明瞭な濃色帯が見られるともある。殻表には多数の明瞭で細い螺条がある。

### 軟体
軟体は前後に長くやや半透明感があり、薄墨色の地に小さい白斑を多数散らすように見えるものや、白色地に薄墨色の細かい網目模様があるように見えるものなどがある。前端には頭楯（とうじゅん：頭部を前方から覆うように発達した肉質のひだ）があり、頭部は小さく触角を欠く。側足は発達して両側から殻の一部を覆うことができ、これを動かして遊泳することもある。文献により軟体は殻中に退縮不能とも、あるいは殻内に収めることができるとも。
歯舌は近縁とされるアメフラシ科のものに似ており、Valdes & Barwick (2005-5)は和歌山県産のウツセミガイの歯舌、顎板、胃板の走査電子顕微鏡写真を図示している。それによれば歯舌の中歯は先端に大きな主歯尖とその両側に数個の小歯尖をそなえ、後方外縁には左右に踏ん張ったような突起をもつ。側歯と縁歯（あるいは内側歯と外側歯）は多数あって細長く、内方のものには細かい歯尖があるが、外方のものは単純で緩く湾曲した鉤状で基部に小さな突出部がある。同じく和歌山県産の歯舌は江川・土岐（2005-12）によっても図示されているが、こちらの報告によれば殻高23.9mmの個体の歯舌紐は幅が約2500μm（＝2.5mm）、長さ約2000μm（＝2.0mm）で、1個の中歯を挟み、先端がヘラ状になった側歯が3対、その外側にフック状の13対の側歯がある。ただし中歯や内側歯は単純に描かれており、Valdes & Barwick (2005)に示された細かい複数の歯尖への言及はない。

## 生態
浅海の海藻上、あるいは内湾の潮下帯の砂泥底やアマモ場に生息し、アオサなどを食べる。雌雄同体。卵塊は長い紐状。

## 保全状態評価
日本では第二次世界大戦以前までは比較的普通に見られたが、20世紀末期以降は全国的に減少著しく、千葉県では絶滅、愛知県では1978年の記録が最後のものだとされる。
- 絶滅（Ex） - 千葉県（2011年）[11]
- 絶滅危惧IA類（CR） - 愛知県（2009年）[10]

## 分類
- 原記載
  - Bulla soluta Gmelin 1791. Systema Naturae   ed.13, Tomus 1, Pars 6, p.3434 no.48 （『自然の体系』第13版 第1巻 第6部 p.3434）　産地：Zeylon（セイロン）[1]

### 異名[12]
- Akera constricta T. Kuroda, 1947[3] (non Stephenson, 1941[13] )
- Bulla ceylanica Bruguière, 1792
- Bulla soluta Gmelin, 1791 (原記載時の学名)
- Bulla tenuis A. Adams, 1850
- Bulla tumida A. Adams, 1850

### 日本近海のウツセミガイを独立種とする意見
21世紀初頭では西太平洋からインド洋に分布するウツセミガイ属の種はすべて Akella soluta として扱うのが一般的である。しかし黒田徳米（1947）は、日本産のものは「小形ニシテ螺塔隆マルコトナク、体層ハ円筒形ニシテ、軸縁ノ開キ広ク体層ヘ弱ク縊ルル」点で南方の A. soluta とは異なるとして、和歌山市沿岸に打ち上げられた標本に基づき Akera constricta Kuroda, 1947 と名付け新種として記載した。しかし後には自ら命名した A. constricta を A. soluta の新参異名として扱い、両者は区別できない同一種であるとの考えを事実上示した（黒田・波部、1965）。
これに対し堀越（1989）は、日本産はやはり別種であるとし、黒田本人が異名とした A. constricta Kuroda, 1947の学名を復活適用し、南方の A. soluta には新たにジャガタラウツセミガイという和名を与えて区別した。それによればジャガタラウツセミガイは東南アジアからオーストラリアに分布し、日本のウツセミガイに比べて大型になり、螺塔は高まって側面からもよく見え、体層は膨れず、殻口が四角く広がることで識別できるとしており、1947年時点での黒田の考えをほぼ踏襲している。
しかし日本産が別種であるか否かとは無関係に、「Akera constricta」という学名は既にアメリカテキサス州の白亜紀の化石種 Akera constricta Stephenson, 1941（殻高9mm、殻径6.5mm） に先取されており、黒田の A. constricta は一次新参同名（発表時点で既に同じ学名が別に存在している状態）のため無効名である。したがって日本近海のものを別種として扱う場合には以下のようになる。
ウツセミガイ Akera sp. (A. constricata Kuroda,1947 non Stephenson, 1941)
日本（房総半島および九州西岸以南）に分布。
ジャガタラウツセミガイ Akera soluta (Gmelin, 1791)
インド太平洋（東南アジアからオーストラリア、インド洋）に分布。
ただし日本産のウツセミガイを別種として分ける考え方は必ずしも受け入れられてはおらず、和歌山県産のものでも殻高が28mm以上になると螺塔の突出が認められることから、黒田（1947）が「小形ニシテ螺塔隆マルコトナク」として記載に用いた殻高25mmのものは、単なる小形個体であった可能性が指摘されている。

### 新しい分類
本項右上の分類表は便宜上WoMSの分類に従っている。しかし20世紀後期から21世紀にかけて腹足綱の分類は大きく進展し、新たな分類群の創設がなされたり、綱と科の間に位置する単系統の分類群に対しては分類階級名を用いず単にクレードと呼ぶ例も出てきており、英語版ウィキペディアや日本ベントス学会などもそれを用いている。それらに倣った場合、ウツセミガイの分類は以下のようになる。
- 腹足綱　Gastropoda　Cuvier, 1795
  - 異鰓類クレード　Heterobranchia　Burmeister, 1837　 
    - 直神経類クレード　Euthyneura　Spengel, 1881
      - 真後鰓類クレード[14]　Euopisthobranchia　Jörger et al, 2010[15]
        - アメフラシ類クレード　Aplysiomorpha　P. Fischer, 1883　（＝無楯類 Anaspidea）
          - ウツセミガイ上科　Akeroidea　Mazzarelli, 1891
            - ウツセミガイ科　Akeridae　Mazzarelli, 1891
              - ウツセミガイ属　Akera　O. F. Müller, 1776
                - ウツセミガイ　Akera soluta　(Gmelin, 1791)

### 近縁種

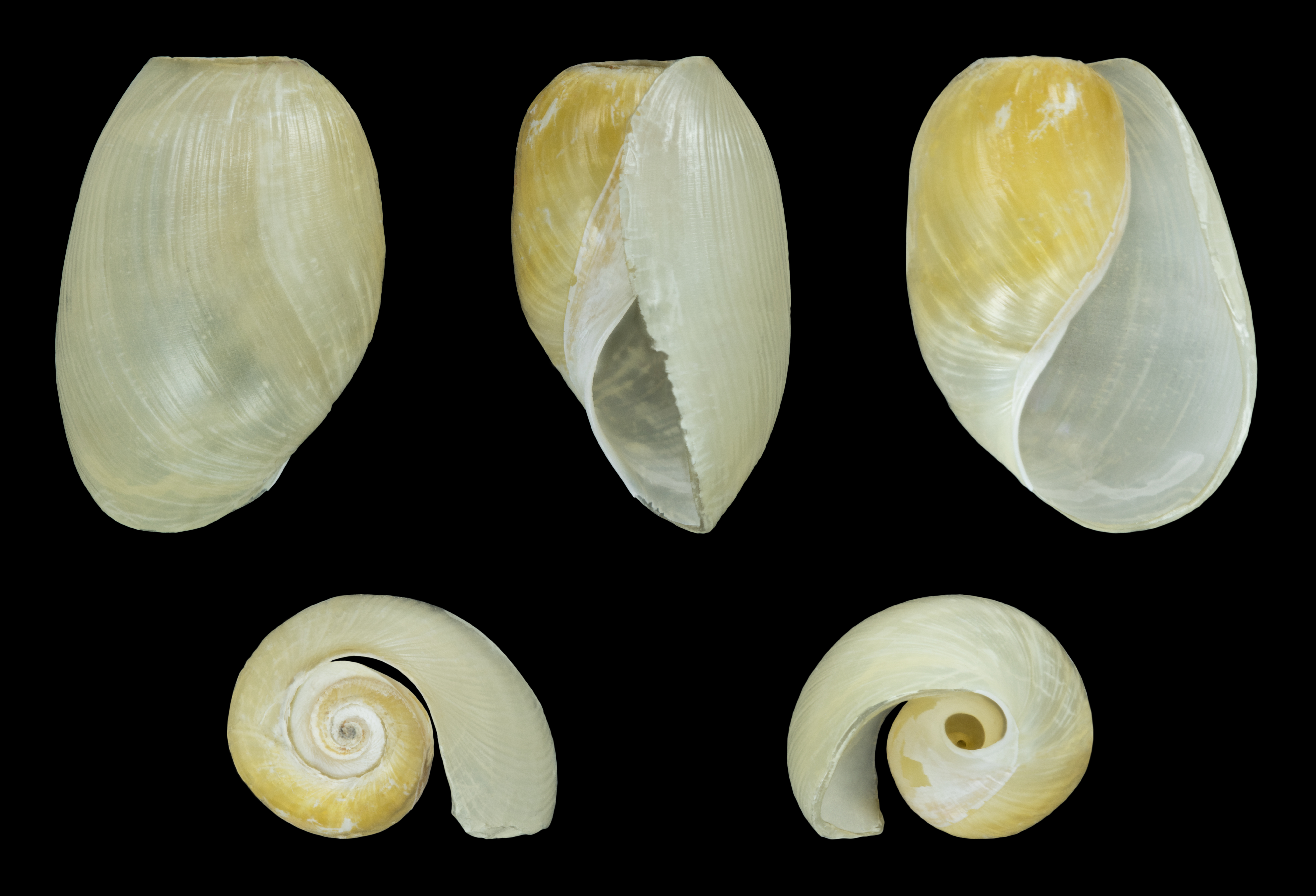
ビールノアワガイ
殻長15mm
ル・グロ＝デュ＝ロワ産

ウツセミガイ科にはウツセミガイ属のみが分類されており、現生種には以下のようなものがある。
- Akera bayeri Marcus & Marcus, 1967 　フロリダ、カリブ海（コロンビア沖87m）に分布（文献： Bull. Marine Sci. 17: 610）。
- Akera bullata O. F. Müller, 1776[16]　ビールノアワガイ[17]  大西洋北部（ノルウェー以南）と地中海に分布する。ウツセミガイ属のタイプ種。殻はウツセミガイに大変よく似ているが、膨らみが多少強く側面がやや丸味を帯び、殻口はあまり四角張らない。最大で殻高41mmほどになるが普通はもっと小さい[18]。和名はウツセミガイの別名ミナワガイ（水泡貝）に対する発想。
- Akera juliae Valdes & Barwick, 2005 太平洋東部（カリフォルニア州南部からコスタリカ）に分布[5]。
- Akera silbo Ortea & Moro, 2009 　カナリア諸島に分布（文献： Vieraea 37: 105-117）。
  - Akera thompsoni Olsson & McGinty, 1959 フロリダ産（文献： The Nautilus 65(2):  pl.3）は記載の伴わない裸名で、後に記載された A. bayeri の異名。
  - Akera tasmanica Beddome, 1883 は Diaphana tasmanica (Beddome, 1883)（アワツブガイ科）の異名。

## 人との関係
特に知られていない。